# Alexandros Papanastasiu
Alexandros Papanastasiu (en griego: Αλέξανδρος Παπαναστασίου) (Arcadia, 8 de julio de 1876-Atenas, 17 de noviembre de 1936) fue un político y sociólogo griego. Fue en dos oportunidades brevemente primer ministro de Grecia.

## Comienzos
Nació el 8 de julio de 1876 en Arcadia.
Estudió Derecho en la Universidad de Atenas; Ciencias sociales, Derecho y Filosofía en la Universidad Humboldt de Berlín y en la Universidad de Heidelberg.
Falleció de un infarto agudo de miocardio, en Atenas el 17 de noviembre de 1936.
- Datos: Q734996
- Multimedia: Alexandros Papanastasiou / Q734996